# Hotaru (okręg Aluta)
Hotaru – wieś w Rumunii, w okręgu Aluta, w gminie Grojdibodu. W 2011 roku liczyła 695 mieszkańców.